# Capricho Awards 2020
O Capricho Awards 2020 é a 17ª edição da votação de melhores do ano do Capricho Awards. A premiação teve sua lista de indicados e votação iniciada no dia 29 de outubro, nos anos de 2018 e 2019 não houve Capricho Awards. 

## Indicados e Vencedores

### Hit Nacional
- Asas – Luan Santana

- Se Minha Vida Fosse um Filme – Giulia Be

- Cobra Venenosa– Ludmilla

- Oh, Juliana – Niack

- Bra–ba -  Luísa Sonza

- Recairei – Barões da Pisadinha

### Hit Internacional
- Watermelon Sugar – Harry Styles

- Break My Heart – Dua Lipa

- Dynamite – BTS

- Come Together – Now United

- Say So – Doja Cat

- Lose You to Love me – Selena Gomez

### Feat. do Ano
- Ice Cream – BLACKPINK feat. Selena Gomez

- – Cardi B feat. Megan Thee Stallion

- Rain on Me – Lady Gaga feat. Ariana Grande

- Flores – Vitão feat. Luísa Sonza

- Deve Ser Horrível Dormir sem Mim – Manu Gavassi feat. Gloria Groove

- Me Gusta – Anitta feat. Cardi B & Myke Towers

### Grupo Internacional
- BTS

- Now United

- The Vamps

- BLACKPINK

- Little Mix

- EXO

### Artista Nacional
- IZA

- Anitta

- Luísa Sonza

- Manu Gavassi

- Luan Santana

- MC Zaac

### Artista Internacional
- Cardi B

- Dua Lipa

- Selena Gomez

- Lady Gaga

- Taylor Swift

- Harry Styles

- Beyoncé

### Revelação Nacional
- Clara x Sofia

- Agnes Nunes

- Fuze

- Bryan Behr

- Carol Biazin

- Elana Dara